# Benz & Cie.
Die Benz & Cie. war ein deutsches Maschinenbau- und Automobilunternehmen, das von Carl Benz 1883 in Mannheim gegründet wurde und später mit Betriebsstätten in Mannheim-Waldhof und Gaggenau expandierte.
Nach Abspaltung der Motoren-Werke Mannheim AG (MWM) 1922 (bis heute einer der größten Hersteller für Stationärmotoren) entstand durch Fusion mit der Daimler-Motoren-Gesellschaft 1926 die Daimler-Benz AG (heute: Mercedes-Benz Group).

## Geschichte

### Benz & Cie. Rheinische Gasmotorenfabrik in Mannheim

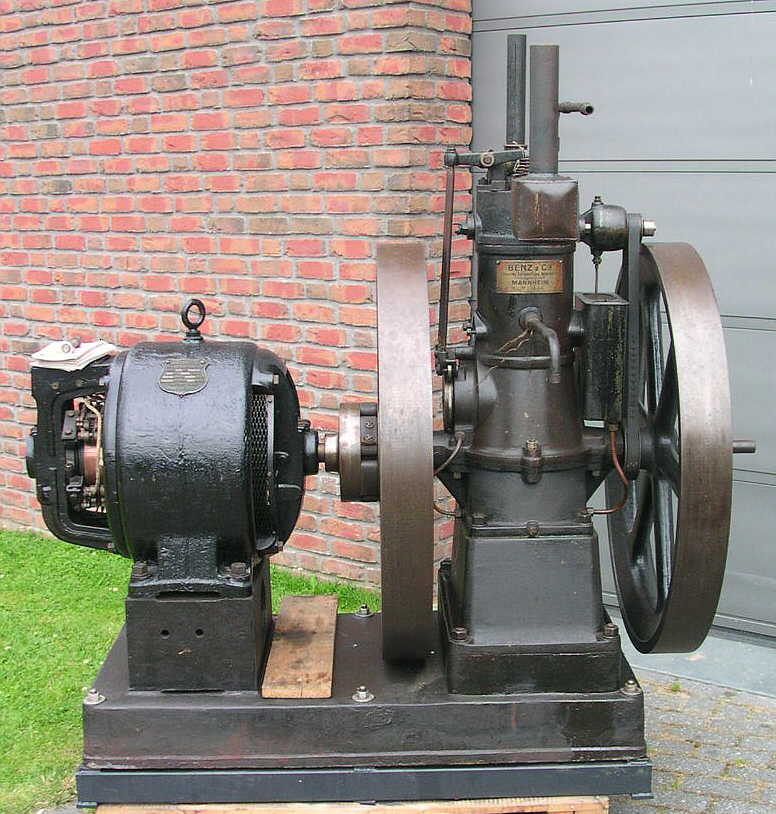
Benz-Stationärmotor

Der Ingenieur Carl Benz, der 1879 seinen ersten funktionierenden Zweitakt-Gasmotor entwickelt hatte, war 1883 aus der von ihm gegründeten Mannheimer Gasmotorenfabrik ausgeschieden. Am 1. Oktober desselben Jahres gründete er zusammen mit den Kaufleuten Max Caspar Rose und Friedrich Wilhelm Eßlinger die Benz & Cie. Rheinische Gasmotorenfabrik in Mannheim. Das Unternehmen bot Stationärmotoren an.
1886 erhielt das Unternehmen das Patent auf das neue, dreirädrige Ligroingas-Veloziped, das als Benz Patent-Motorwagen Nummer 1 angeboten wurde. Damit war Benz & Cie. der erste Automobilhersteller Deutschlands. In rascher Folge entstanden weitere drei- und vierrädrige Automobile. Während Benz & Cie. die Fahrgestelle und Motoren fertigte, lieferte der Mannheimer Stellmacherbetrieb Kalkreuther fast alle Aufbauten und Karosserien. Von den Zweitaktmotoren konnten 1886 schon 80 Stück verkauft werden und 1891 waren es bereits 500 Motoren, die größtenteils exportiert wurden. 
1890 schieden die beiden Gesellschafter Rose und Eßlinger aus dem Unternehmen aus. Neue Miteigentümer wurden Friedrich von Fischer und Julius Ganß, die, wie Benz, die Zukunft im Bau von Automobilen sahen. 1891 erfand Benz die Achsschenkellenkung für seine Fahrzeuge nochmals neu.
Von 1887 bis 1899 stieg die Zahl der Beschäftigten von 40 auf 430. Bis 1893 wurden nur 69 Fahrzeuge hergestellt, doch bis zur Jahrhundertwende waren es schon insgesamt 1709 Stück. Die Stückzahlen von Motorwagen im Einzelnen: 69 bis 1893, dann 67, 135, 181, 256, 434, 572 und 603 im Jahr 1900.

### Aktiengesellschaft

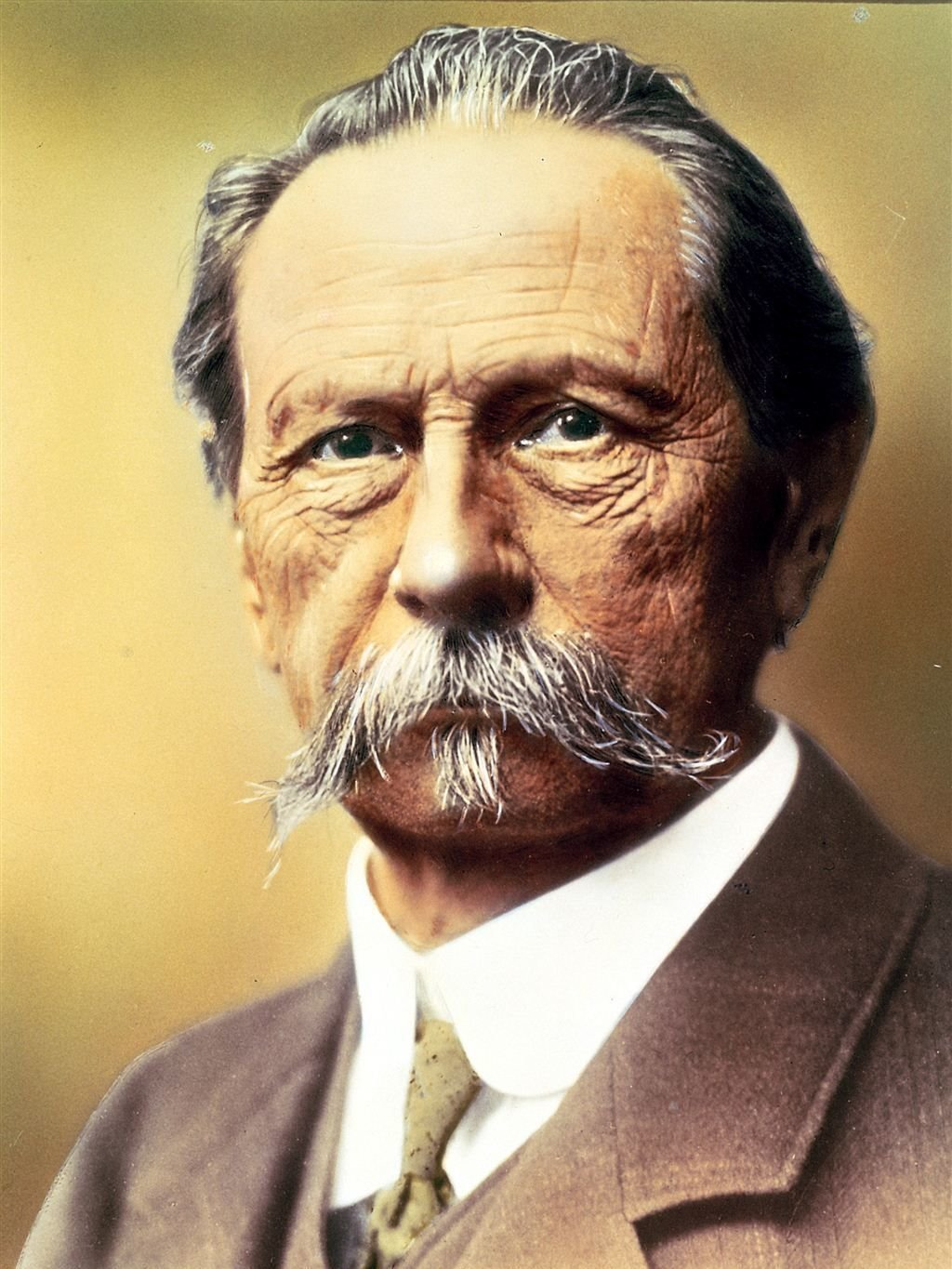
Carl Benz zog sich 1903 aus seiner Firma zurück (kolorierte Fotografie aus späteren Jahren)

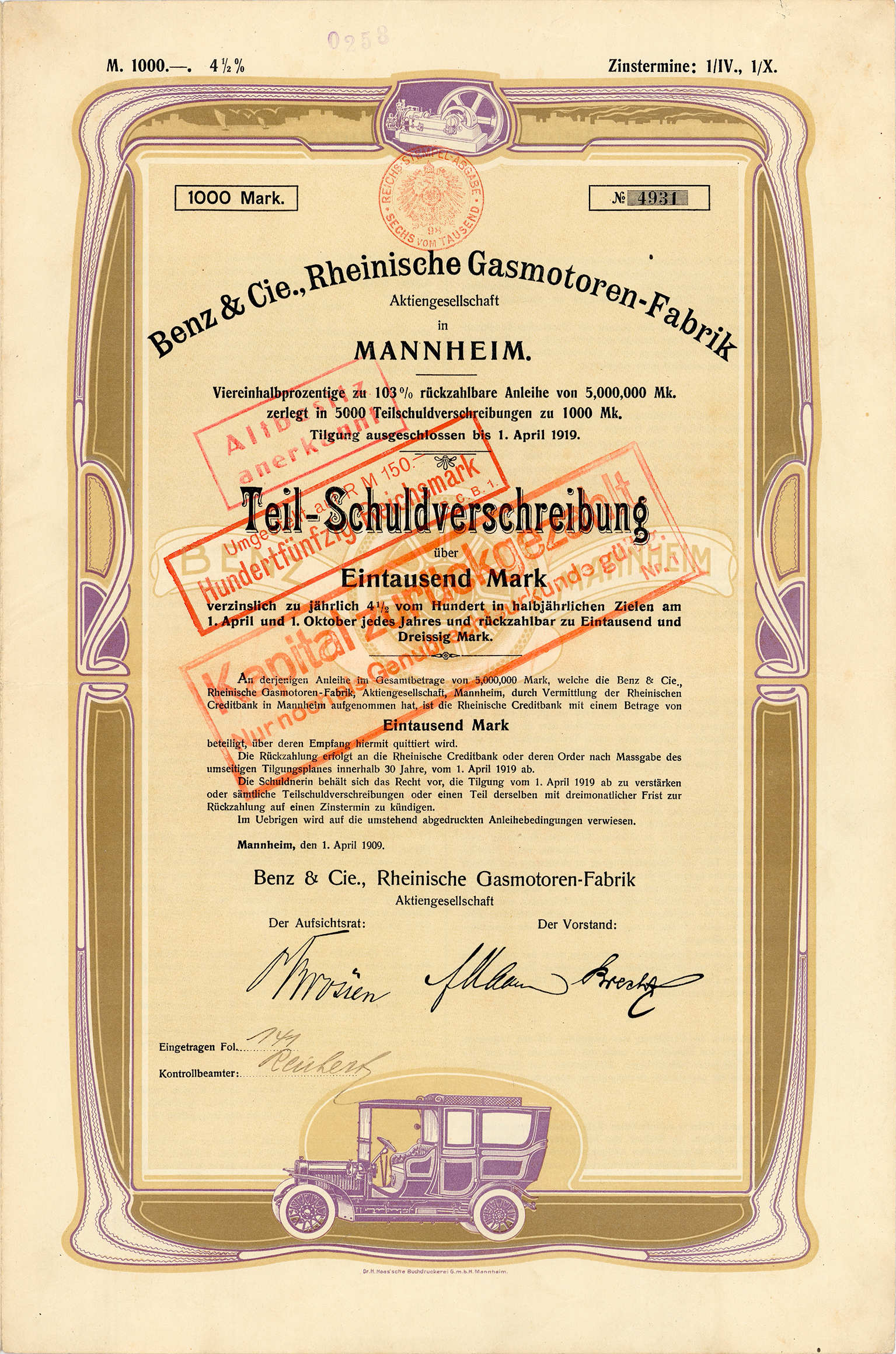
Teilschuldverschreibung der Benz & Cie. Rheinische Gasmotoren-Fabrik AG vom 1. April 1909

Zum 8. Juni 1899 wurde die Benz & Cie. (oder Benz & Co., wie einige Quellen angeben) in Benz & Cie. Rheinische Gasmotoren-Fabrik AG umbenannt; die Vorstände der neuen Aktiengesellschaft wurden Benz und Ganß. Gründer der AG waren Benz, Ganß, Fischer, Rose und Jean Ganß. Dem Aufsichtsrat gehörten Rose, Carl Reiß, Simon Hartogensis, Richard Brosien, Isidor Haas, Jean Ganß, Heinrich Perron und Hermann Andreae an.
Im neuen Jahrhundert, als die Eigentümer des Unternehmens gerade Grundstücke zum Bau einer neuen Fabrik im Mannheimer Vorort Waldhof gekauft hatten, sackten die Verkäufe plötzlich drastisch ab: Der wichtigste Konkurrent, die Daimler-Motoren-Gesellschaft in Stuttgart hatte mit seinen modernen Mercedes-Modellen der ehemals größten Automobilfabrik der Welt entscheidende Marktanteile abgenommen. Ganß verpflichtete daraufhin den französischen Konstrukteur Marius Barbarou, der auch gleich Pläne für eine ganz neue Baureihe mitbrachte, die die veralteten Benz-Konstruktionen ersetzte und unter dem Namen Parsifal herauskam. Die „älteste und grösste Specialfabrik der Welt für Motorwagen“ – so die Eigenwerbung – inserierte im Jahr 1902 folgende Modelle: 4½, 6, 10, 12, 15 und 20 PS. Von den Motorwagen wurden schon 3600 Stück ausgeliefert.
Barbarou wurde als Konstrukteur der neuen Benz-Wagen der Öffentlichkeit präsentiert, was Benz so verärgerte, dass er sich 1903 aus der aktiven Tätigkeit im Unternehmen zurückzog. Auch die neue Baureihe verbesserte die Situation des Unternehmens nicht wesentlich, und so schieden 1904 Ganß und Barbarou aus dem Unternehmen aus, Benz wurde Aufsichtsratsvorsitzender.
Die neuen Gesellschafter Georg Diehl und Fritz Erle ließen vom neuen Konstrukteur Hans Nibel die Modellpalette gründlich überarbeiten und sorgten endlich 1905 wieder für den notwendigen wirtschaftlichen Erfolg, vorwiegend mit Fahrzeugen der Ober- und Luxusklasse. Aber auch die Rennfahrzeuge machten die Benz & Cie. weltberühmt. Bekanntestes Modell war der Blitzen-Benz von 1909.

### Werke in Gaggenau und Luzenberg (Waldhof)

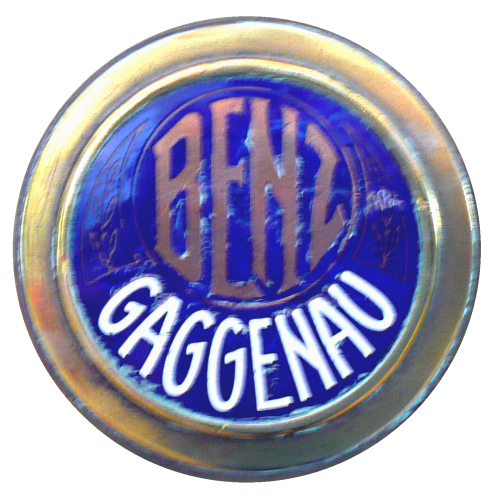
Markenzeichen Benz Gaggenau

Benz & Cie. sah weitere Marktchancen im Bau von Lastkraftwagen, wozu allerdings der Platz im Mannheimer Werk nicht ausreichte. Daher kooperierte man ab 1907 mit der Süddeutschen Automobilfabrik GmbH in Gaggenau und übernahm das Unternehmen und seine Betriebsstätte 1909 ganz. Die Süddeutsche Automobilfabrik hatte sich im Wesentlichen mit dem Lastwagenbau beschäftigt, ihre wenig umfangreiche PKW-Produktion wurde aufgegeben.
Auch für die PKW-Produktion reichte der Platz im alten Werk Mannheim-Neckarstadt bald nicht mehr aus. Auf dem 1906 gekauften 311.180 Quadratmeter großen Grundstück in Luzenberg entstand daher eine komplett neue Fabrik für die Automobilproduktion. Am 12. Oktober 1908 wurde das Werk eingeweiht.
Die Stationärmotoren – immer noch ein Standbein des Unternehmens – wurden weiterhin im Werk Mannheim-Neckarstadt hergestellt. Für das Jahr 1910 wird die Zahl der Beschäftigten bei Benz & Cie. mit 2500 in den beiden Werken in Mannheim und 840 im Werk Gaggenau angegeben.

### Benz & Cie., Rheinische Automobil- und Motorenfabrik

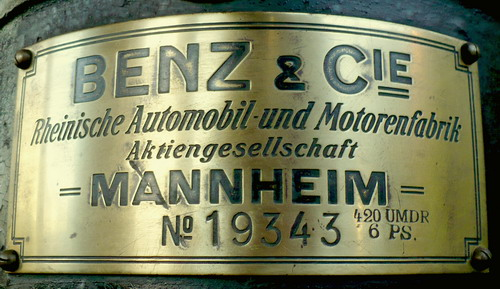
Fabrikschild mit der neuen Unternehmensbezeichnung ab 1911

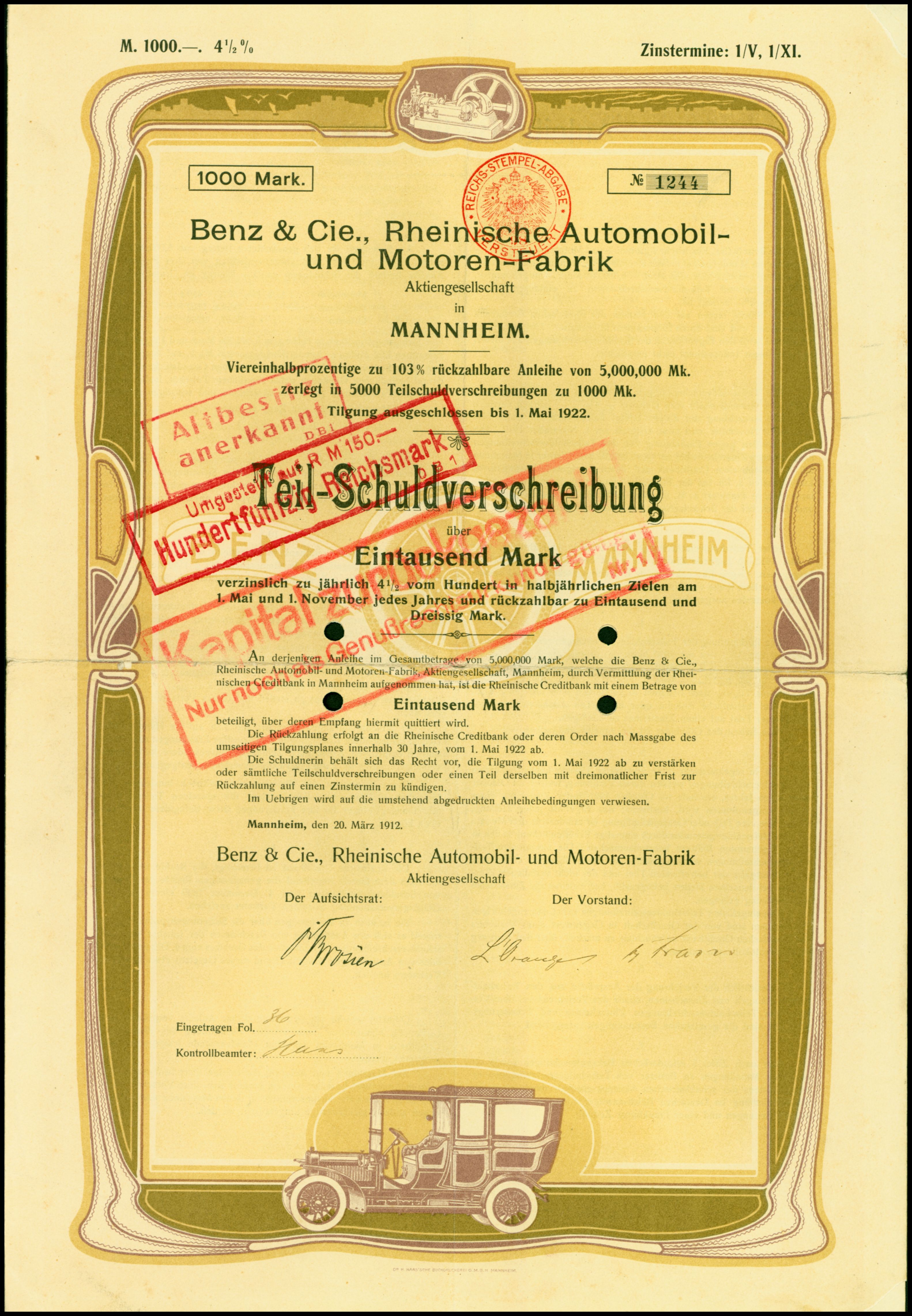
Historisches Wertpapier von Benz & Cie., Rheinische Automobil- und Motorenfabrik von 1912

Da die Herstellung von Automobilen inzwischen der Hauptgeschäftszweig war, änderte man im August 1911 die Firma erneut: Die neue Gesellschaft hieß nun Benz & Cie., Rheinische Automobil- und Motorenfabrik AG.
Ab 1911 baute Benz & Cie. auch wieder kleinere Automobile mit ca. 2 Litern Hubraum, die dann auch Basis der Kriegs- und Nachkriegsproduktion waren. Die Zusammenarbeit mit Edmund Rumpler brachte nicht den erhofften Erfolg, obwohl ein Benz-Tropfenwagen als Rennwagen entstand. Vor und während des Ersten Weltkriegs wurden in Mannheim auch Flugmotoren gebaut (siehe Benz Bz III).
Im Jahre 1922 wurde die Fertigung von Stationärmotoren ausgegliedert und an die Berliner Finanzgruppe Fonfé verkauft. Diese betrieb die Fabrik im Mannheimer Vorort Neckarstadt als Motoren-Werke Mannheim AG (MWM) weiter (heute als Marke von Caterpillar Energy Solutions einer der größten Hersteller von Gasmotoren und Gensets v. a. für Blockheizkraftwerke).

### Fusion mit Daimler
Ab 1921 hatte der Berliner Börsenspekulant Jacob Schapiro durch gewagte Finanztransaktionen und Kompensationsgeschäfte (Benz Motorwagen gegen seine Schebera-Karosserien) immer mehr Einfluss im Unternehmen bekommen. Schließlich war er im Aufsichtsrat vertreten, und 1924 gehörten ihm bereits 60 % der Aktien der Benz & Cie. AG. In der gleichen Art und Weise hatte er sich auch Einfluss in anderen deutschen Automobilunternehmen verschafft, u. a. bei der Daimler-Motoren-Gesellschaft (DMG) in Stuttgart, bei der NAG in Berlin, bei Hansa-Lloyd in Bremen und bei der NSU in Neckarsulm. Mit seinen Spekulationsgeschäften brachte Schapiro all diese Unternehmen an den Rand des Konkurses, wobei sich die DMG aufgrund ihrer Wirtschaftskraft noch am ehesten halten konnte.
Der Vorstandsvorsitzende von Benz & Cie., Wilhelm Kissel, nahm daher 1924 Fusionsverhandlungen mit dem ehemaligen Konkurrenten DMG auf, mit dem man bereits seit einiger Zeit eine Vertriebskooperation betrieben hatte. 1925 wurde Kissel auch als Vorstand der DMG bestellt. Am 1. Juli 1926 flossen die beiden Unternehmen im Verhältnis 654 (Daimler) : 346 (Benz) in die neue Daimler-Benz AG mit Sitz in Stuttgart-Untertürkheim ein.

## Fahrzeugmodelle

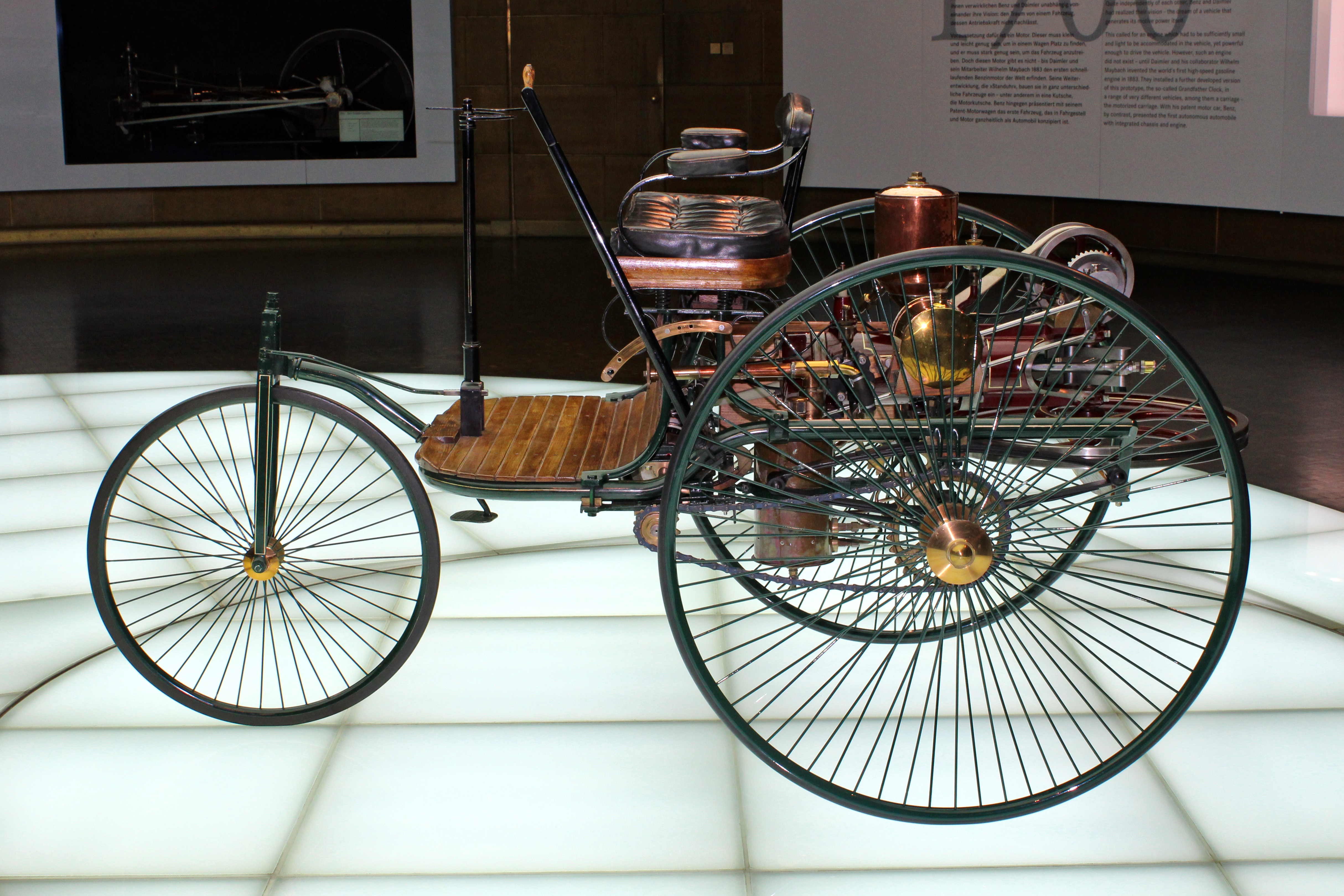
Benz Patent-Motorwagen No. 1, 1886
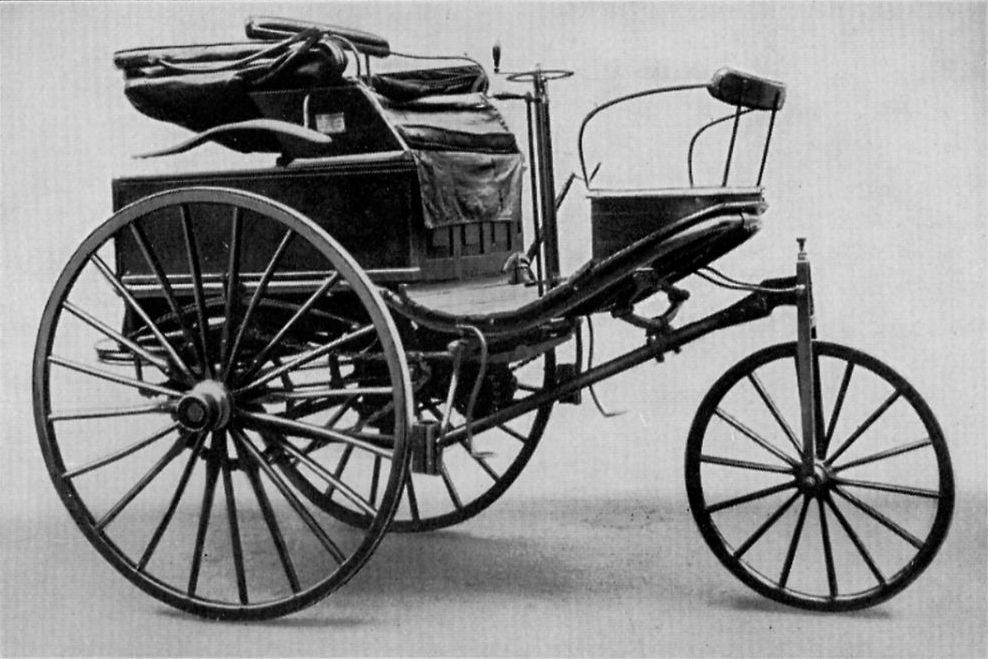
Benz Patent-Motorwagen No. 3: 1888 fuhr Bertha Benz damit von Mannheim nach Pforzheim
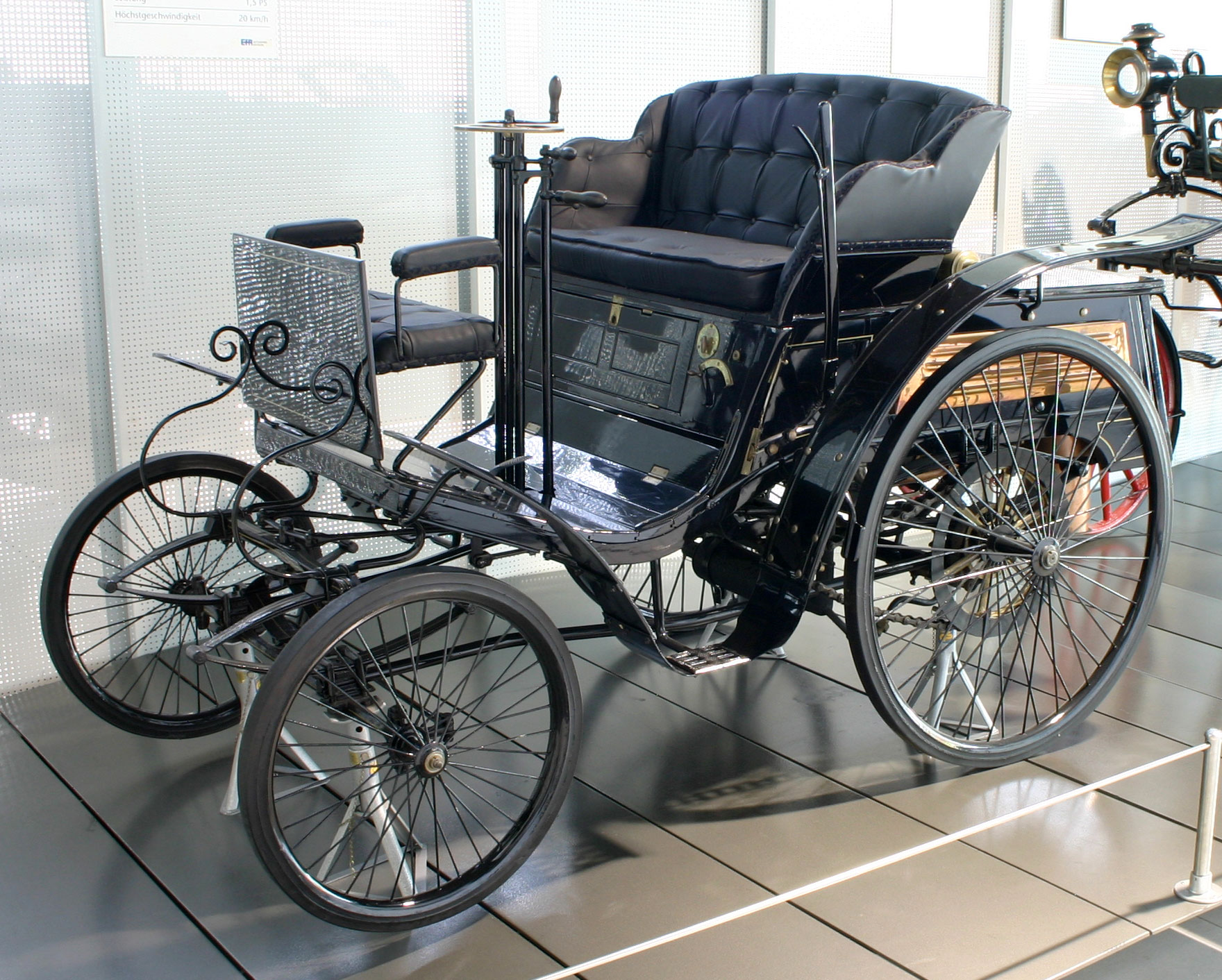
Patent-Motorwagen „Velo“ 1894 erster Serienwagen: 1045 cm³, 1,5 PS, 20 km/h (EFA-Museum)
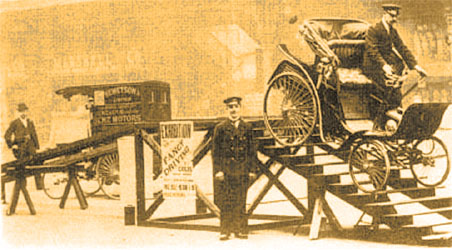
Präsentation des Benz Velo in London, 1898
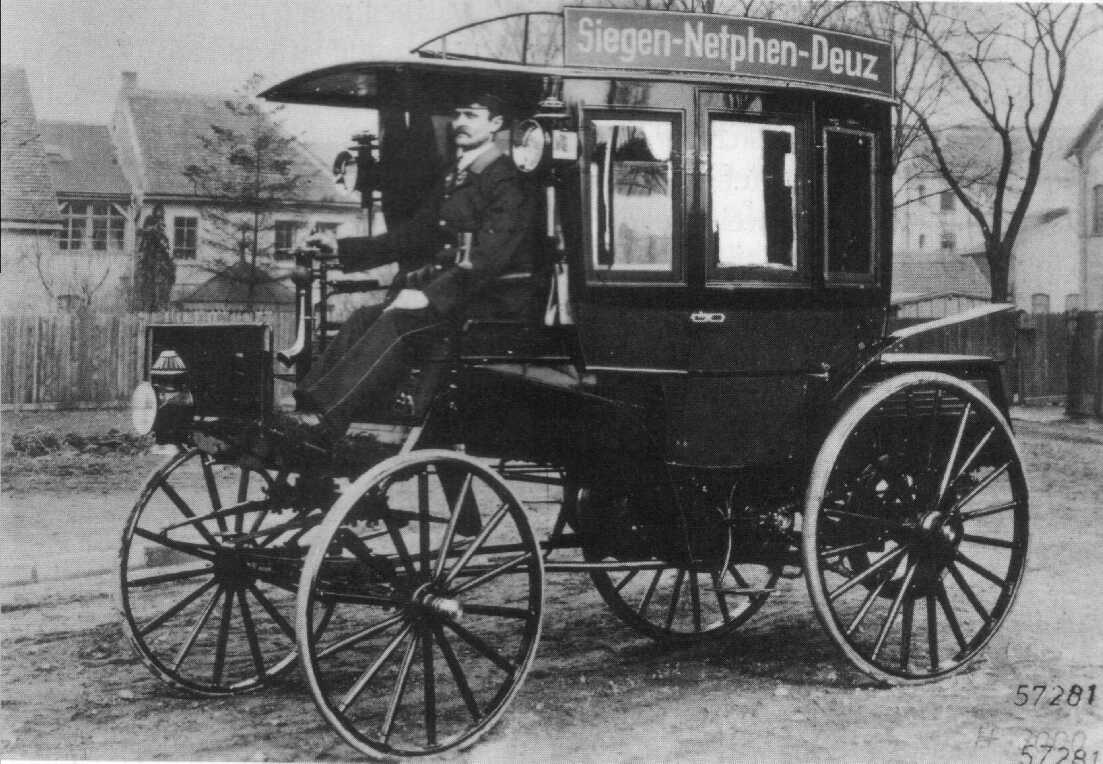
Erster Benzin-Omnibus von Benz & Cie. 1895 gebaut für die Netphener Omnibusgesellschaft
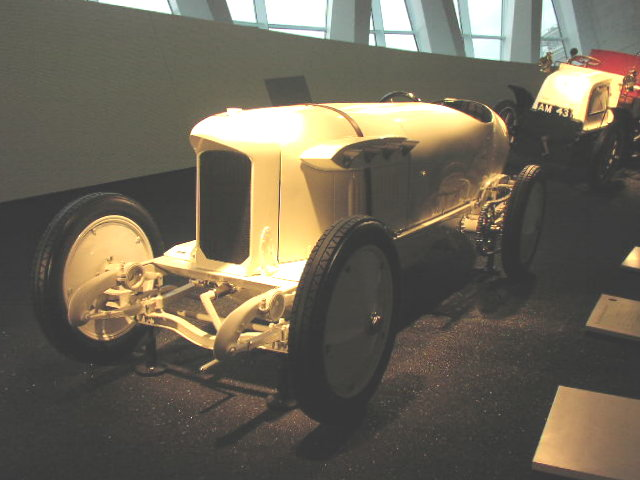
Blitzen-Benz, 1909
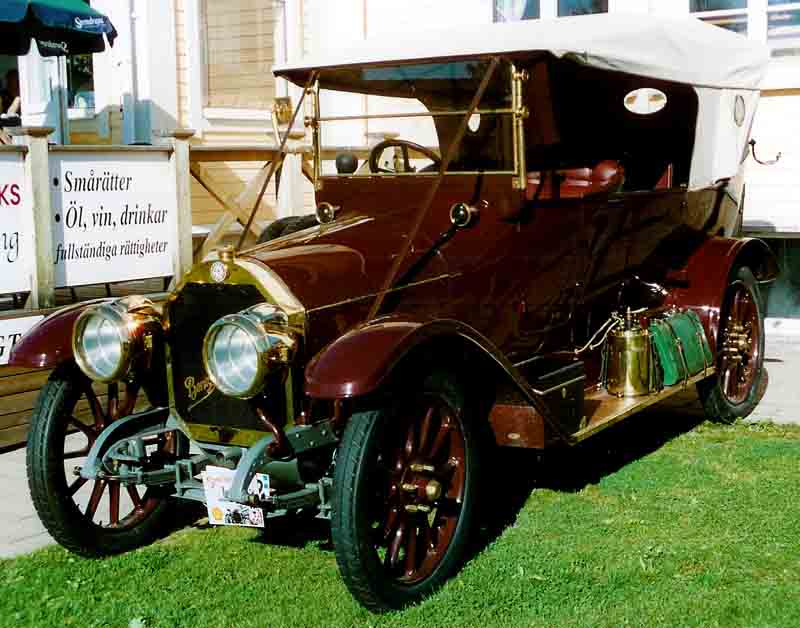
Benz 16/40 PS, 1913
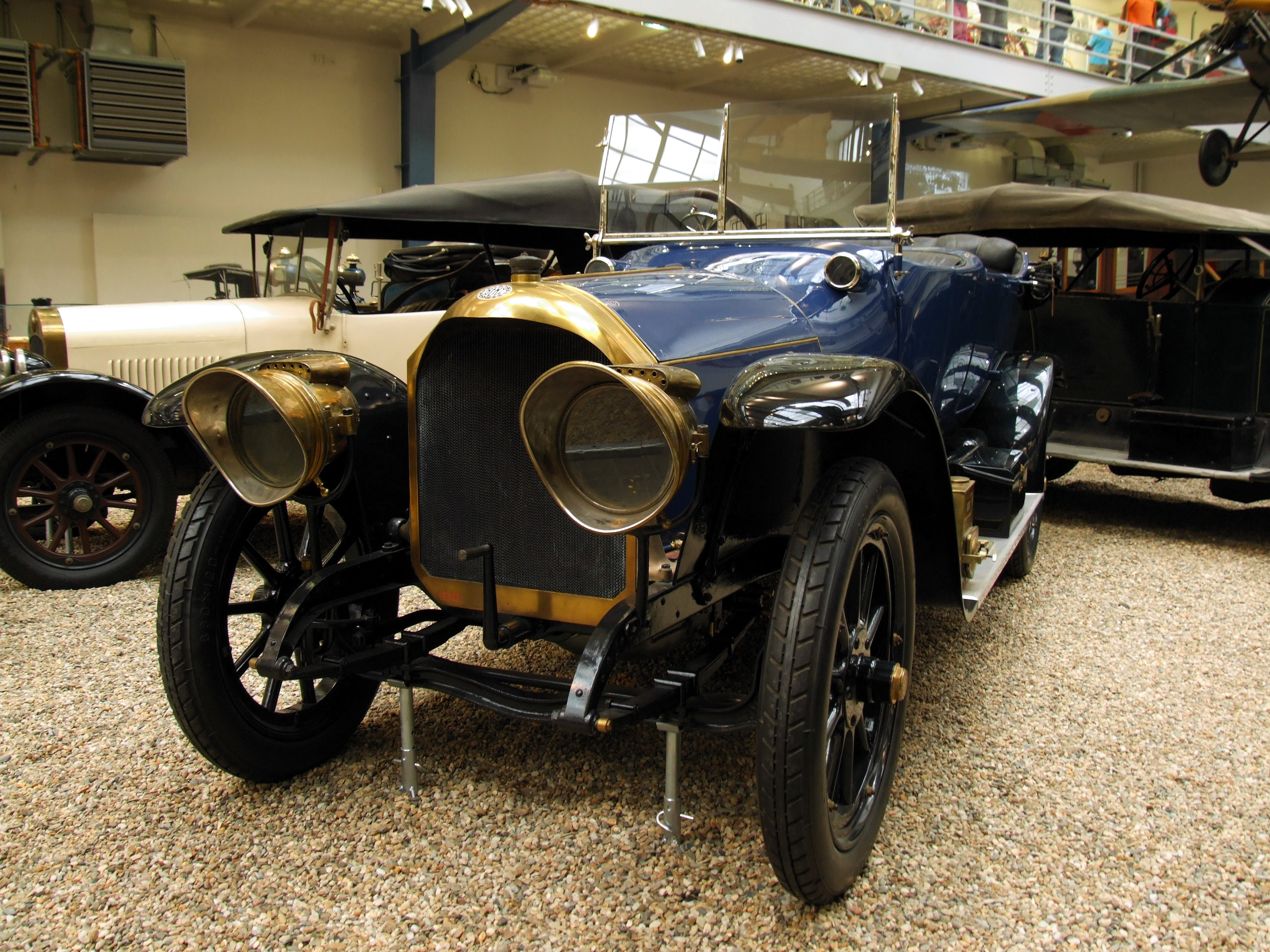
Benz 16/40 HP, 1914
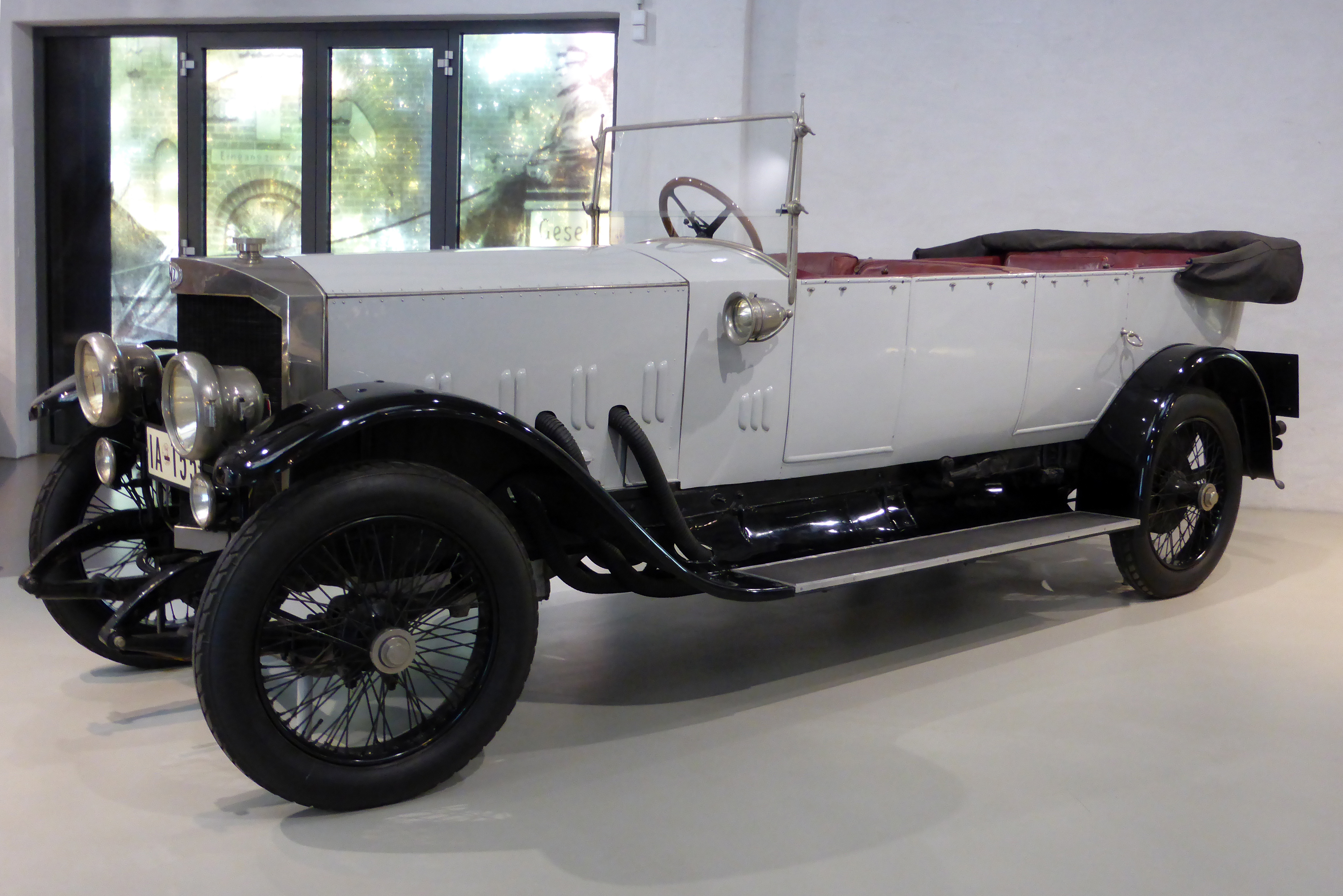
Benz 21/50 PS, 1914 Sonderanfertigung der Karosseriebaufirma Josef Neuss in Berlin-Halensee für Karl Max von Lichnowsky.